# Raphael Ravenscroft

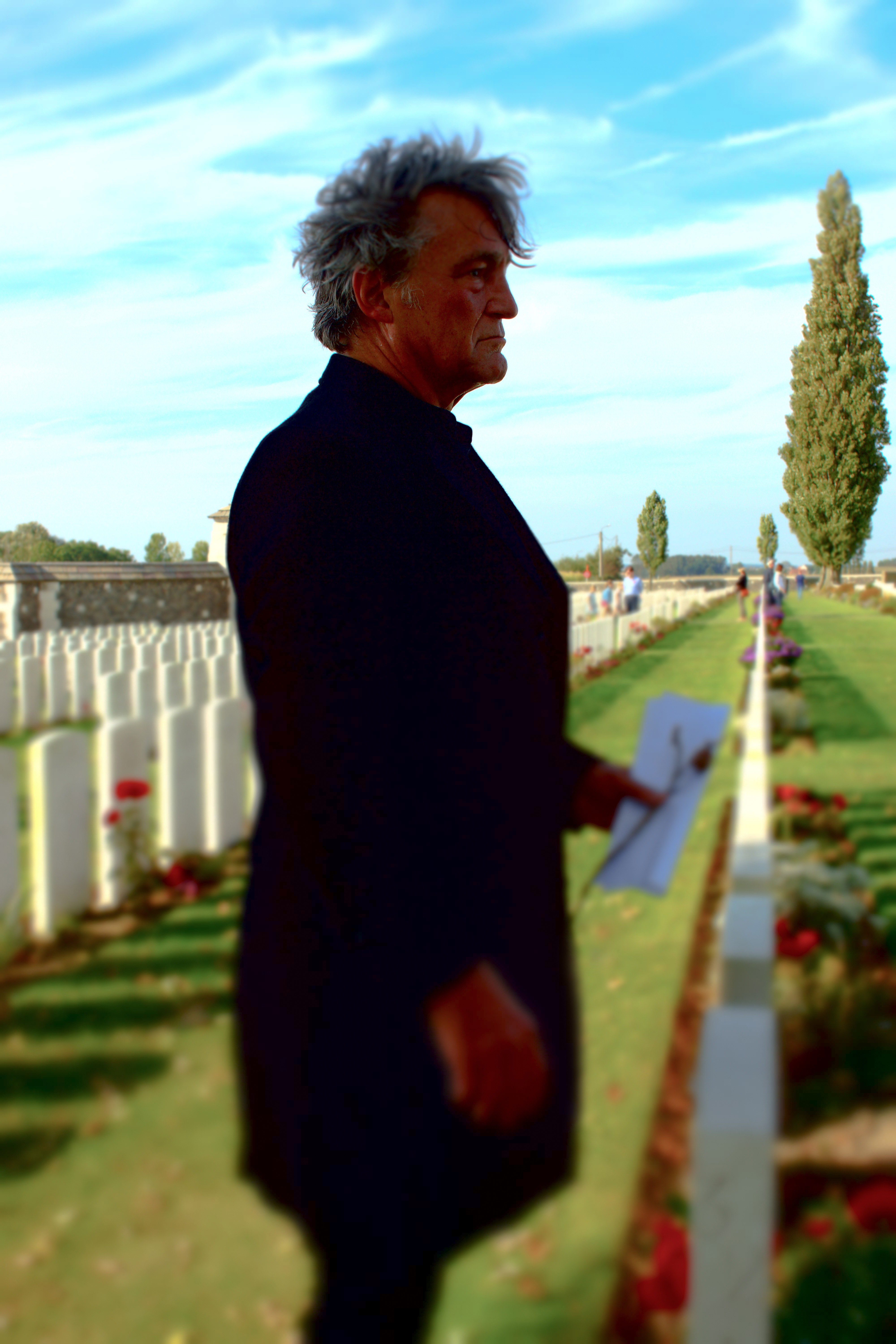
Raphael Ravenscroft

Raphael „Raf“ Ravenscroft (* 4. Juni 1954 in Stoke-on-Trent; † 19. Oktober 2014 in Exeter) war ein britischer Saxophonist und Komponist.

## Leben
Ravenscroft spielte unter anderem mit Pink Floyd, Marvin Gaye, ABBA, Kim Carnes, Bonnie Tyler, Chris Rea, Robert Plant, America, Mike Oldfield, Julian Lennon, Daft Punk und Duffy zusammen. Außerdem spielte Ravenscroft den berühmten Saxophonpart bei Baker Street von Gerry Rafferty, für den er einen Scheck über 27 Pfund Sterling erhielt, der zunächst nicht gedeckt war. Rafferty hingegen erhielt in der Folge rund 80.000 Pfund an Lizenzgebühren pro Jahr für den Song.
Bereits im Alter von 60 Jahren verstarb Raphael Ravenscroft am 19. Oktober 2014. Wie der britische Telegraph berichtete, könnte ein Herzinfarkt ursächlich für den Tod des Musikers sein.

## Diskografie
- Her Father Didn’t Like Me Anyway, 1979, (CBS Portrait JR 35683, Stereo)
- Lifeline, 1985, + special guest stars on vocals: Julian Lennon, Kiki Dee (Polydor 827934-1, Stereo)